# Carter Gordon
Pour les articles homonymes, voir Gordon.
Pas d'image ? Cliquez ici

a Compétitions nationales et continentales officielles uniquement.

b Matchs officiels uniquement.
Dernière mise à jour le 21 mars 2025.
Carter Gordon, né le 29 janvier 2001 à Nambour (Australie), est un joueur international australien de rugby à XV et de rugby à XIII. Il joue aux postes de demi d'ouverture à XV, et de demi d'ouverture ou centre à XIII.

## Biographie

### Jeunesse et formation
Carter Gordon naît à Nambour dans l'État du Queensland, et grandit dans la ville voisine de Mooloolah,. Il commence à jouer au rugby dès son plus jeune âge, après avoir été encouragé à y jouer par son père.
Il est scolarisé dans un premier temps à la Sunshine Coast Grammar School (en), avant de rejoindre le Brisbane Boys' College (en) en internat,. Jouant au poste de demi d'ouverture, il se fait remarquer par son talent avec l'équipe de son établissement au sein du championnat scolaire régional,. 
Gordon représente la sélection scolaire du Queensland en 2017 et 2018, et dispute le championnat national australien,.
En 2018 également, il joue avec la sélection nationale scolaire (en),. Avec cette équipe, il affronte notamment leurs homologues néo-zélandais. 

### Débuts professionnels en rugby à XV (2019-2022)
Après avoir terminé le lycée, Carter Gordon signe un contrat Development (espoir) avec la franchise des Queensland Reds pour l'année 2019. Il joue parallèlement avec le club amateur de Wests Rugby en Queensland Premier Rugby. À la fin de la saison, il est également retenu dans l'effectif de Queensland Country pour la saison 2019 de National Rugby Championship (NRC). Il joue son premier et unique match avec cette équipe le 8 septembre 2019 contre les Canberra Vikings,.
En 2020, il est promu au sein de l'effectif étendu des Reds lors de la saison de Super Rugby. Considéré comme le troisième ouvreur derrière James O'Connor et Hamish Stewart (en), il ne joue aucun match lors de la saison. À la fin de la saison, alors qu'il est pris dans un conflit entre son agent, Anthony Picone, et la direction des Reds, il décide de quitter la franchise,.
En novembre 2020, il signe un contrat de deux ans avec la franchise des Melbourne Rebels. Il fait ses débuts en Super Rugby le 24 avril 2021 contre les Waratahs en tant que remplaçant,. Malgré la présence de l'expérimenté Matt Toomua à son poste, il joue six matchs lors de la saison, dont quatre comme titulaire.
En février 2021, il est sélectionné pour participer à un camp d'entraînement de l'équipe d'Australie des moins de 20 ans. Il est ensuite sélectionné pour disputer le championnat junior d'Océanie au mois de juin suivant, mais le tournoi est finalement annulé dans le contexte de la pandémie de Covid-19,.
Lors de la saison 2022 de Super Rugby, il commence la saison comme le titulaire à l'ouverture pour son équipe,. Néanmoins, après seulement un match, il perd sa place au profit de Toomua, et joue les huit matchs suivants comme remplaçant, à l'exception d'une rencontre disputée au poste d'arrière,. Il retrouve une place de titulaire à partir de la onzième journée, et ce jusqu'à la fin de l'année, après avoir poussé Toomua au poste de premier centre,. Au terme de la saison, il prolonge son contrat avec les Rebels pour deux saisons supplémentaires.

### International australien (2023-2024)
En 2023, Carter Gordon profite du départ de Toomua pour s'imposer comme le titulaire indiscutable au poste de demi d'ouverture,. Il est alors l'auteur d'une série de bonnes performances, ce qui lui permet rapidement d'être considéré comme l'un des meilleurs joueurs du pays à son poste,.
La qualité de ses performances attire l'attention d'Eddie Jones, qui vient d'être nommé sélectionneur des Wallabies, et il est sélectionné en avril 2023 pour un camp d'entraînement préparatoire à la Coupe du monde à venir,. Quelques mois plus tard, en juin 2023, il est de nouveau convoqué pour participer au Rugby Championship 2023,. Il obtient sa première sélection lors du match d'ouverture face à l'Afrique du Sud. Remplaçant au coup d'envoi, il entre en jeu à la 68e minute à la place de Quade Cooper, et inscrit un essai dans les derniers instants du match. À nouveau remplaçant la semaine suivante face à l'Argentine, il entre cette fois en jeu dès la 17e minute à la place de Len Ikitau blessé, et doit donc disputer le restant du match au poste inhabituel de premier centre. Il obtient sa première titularisation lors du troisième et dernier match du tournoi, face à la Nouvelle-Zélande.
Le 10 août 2023, il est annoncé au sein du groupe australien de 33 joueurs sélectionné pour disputer le Mondial en France. Malgré son inexpérience (quatre sélections), il est alors préféré au vétéran Quade Cooper, et il est le seul ouvreur de métier du groupe australien, ce qui fait couler beaucoup d'encre dans les médias australiens,. Titulaire lors des deux premiers matchs de la compétition, il perd ensuite sa place à cause d'une contre performance lors de la défaite de son équipe face aux Fidji,. Remplacé en 10 par Ben Donaldson, il ensuite suppléant face au pays de Galles, avant d'être absent de la feuille de match pour le Portugal à cause d'une blessure au genou,. Son équipe termine la compétition par une très décevante élimination en poule.
En 2024, alors qu'il fait une nouvelle saison complète avec les Rebels, son équipe, en proie à d'importantes difficultés financières, est exclue du Super Rugby,. Après avoir envisagé de rejoindre les Waratahs, il décide finalement de changer de code et de passer au rugby à XIII,.

### Départ au rugby à XIII (depuis 2024)
Carter Gordon s'engage avec les Gold Coast Titans en National Rugby League, pour un contrat de deux saisons à compter de 2025. Il est toutefois libéré de son contrat avec la fédération australienne à XV de façon anticipée, et peut rejoindre les Titans dès la fin de la saison 2024 de NRL. 
Il joue dans un premier temps avec l'équipe réserve de son club, les Tweed Heads Seagulls (en) en Queensland Cup. Utilisé au poste de demi d'ouverture, puis de centre, il marque quatre essais en autant de matchs.
Blessé au dos au début de l'année 2025, il manque tout le début de la saison de NRL,.